# Richard Zedník
Richard Zedník, född 6 januari 1976 i Banská Bystrica i Tjeckoslovakien (nu Slovakien), är en slovakisk före detta professionell ishockeyspelare. Han valdes av Washington Capitals som 249:e spelare totalt i 1994 års NHL-draft.
Zedník har spelat ett flertal framgångsrika säsonger i NHL för klubbarna Washington Capitals, Montreal Canadiens, New York Islanders och Florida Panthers. Inför säsongen 2009–10 valde Zedník att lämna NHL för att istället spela i Lokomotiv Jaroslavl i KHL, för vilka han gjorde 18 poäng på 37 spelade matcher under grundserien.
Den 10 januari 2011 blev det officiellt att Richard Zedník är klar för spel i svenska elitserielaget AIK. Han spelade totalt 18 matcher för AIK och noterades för 5 poäng.
Richard Zedník har även representerat det slovakiska ishockeylandslaget vid ett antal tillfällen. I OS 2010 i Vancouver gjorde han sammanlagt 6 poäng på 7 spelade matcher. Efter VM 2011 i Slovakien valde Zedník att avsluta sin aktiva hockeykarriär.

## Halsskadan
Den 10 februari 2008 blev Richard Zednik skuren i halsen av sin lagkamrats Olli Jokinens skridsko. Zednik fördes med ilfart till sjukhuset där hans tillstånd var stabilt.